# Jabier Kaltzakorta

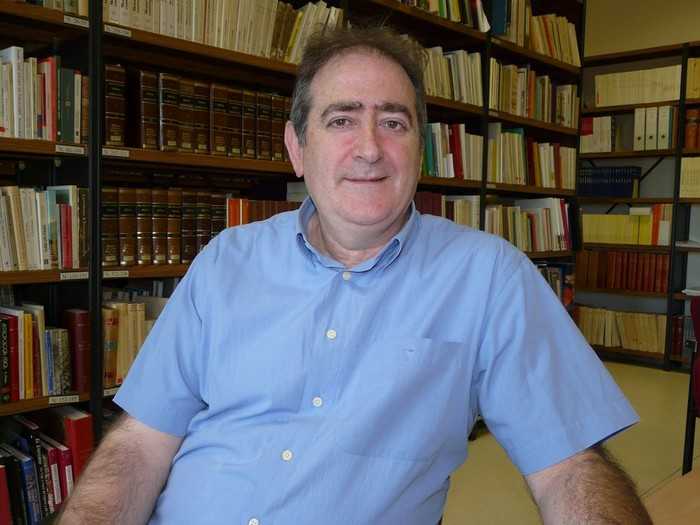
Jabier Kaltzakorta, 2019

Jabier Kaltzakorta Elorza (* 22. März 1961 in Markina-Xemein, Bizkaia) ist ein spanischer Schriftsteller, der in baskischer Sprache schreibt. Er ist Experte der baskischen Unterhaltungsliteratur und Professor der Universidad de Deusto.

## Leben
Jabier Kaltzakorta studierte Sprachwissenschaft an der Universidad de Deusto und beendete sein Studium der baskischen Philologie im Jahr 1984. Für seine Abschlussarbeit mit dem Titel Euskal baladen corpuserako edizio kritikoa („Kritische Ausgabe eines Korpus baskischer Balladen“) erhielt er 10 von 10 möglichen Punkten. Seit 1994 lehrt er an der Geisteswissenschaftlichen Fakultät der Universidad de Deusto unter anderem mündliche Literatur und baskische Literatur vom 16. bis 19. Jahrhundert.
1996 wurde er Mitglied der Euskaltzaindia (Königliche Akademie der Baskischen Sprache) in der Kommission für Unterhaltungsliteratur. Des Weiteren ist er Jurymitglied bei der Jugendpreisverleihung Premios Literarios Azkue.
2013 wurde er als Nachfolger von José Luis Lizundia (* 1938) zum Vollmitglied der Euskaltzaindia gewählt.

## Artikel
- «Herri literaturako altxorrik handiena» („Der größte Schatz der Populräliteratur“)
- «Txiki-txikitik edo Salamancako kantaren gainean», Enseiucarrean, 16. Ausgabe, Baskisch Institut, Bilbao, 2002.
- «Lojibarreko Alhabaren Khantorea»
- «Berreterretxeren Khantorea gainean berriz ere»
- «Gabon-kanta zahar baten aldaerak» („Variationen eines alten Weihnachtslieders“)
- «Alfonso Irigoienen poesiaz harripausu bat edo beste»
- «Euskarazko eguraldi errefrauak»